# Atemptats del 21 de gener de 2021 a Bagdad
Els atemptats del 21 de gener de 2021 a Bagdad són atemptats terroristes que van tenir lloc el 21 de gener de 2021 quan dos kamikazes es van fer esclatar en un mercat a l'aire lliure al centre de Bagdad, a l'Iraq. Van morir almenys 32 persones i 110 ferits. La capital no havia viscut cap atemptat suïcida des de 2019.

## Context
Des de finals de 2017, quan l'Estat Islàmic va ser vençut, els atacs terroristes a Iraq han estat escassos. De 2003 a 2017, els atacs eren habituals a tot el país, sent Bagdad i les ciutats veïnes els principals blancs. L'últim gran atac homicida contra civils, en el període post-guerra, va tenir lloc el gener de 2018 al mateix lloc, fent 35 morts.

## Atac
De bon matí, un mercat de roba a la plaça Tayaran, a Bagdad, era atapeït mentre la gent feia les seves compres després de la recent reobertura del mercat, després d'haver estat tancat durant aproximadament un any per la Pandèmia de Covid-19 a l'Iraq. Un kamikaze ha entrat i ha cridat « Tinc malament l'estómac ». Mentre unes quantes persones s'hi han acostat, ha premut un detonador i s'ha fet esclatar, matant diverses persones. Un segon kamikaze ha copejat a continuació i ha mort diverses persones que ajudaven les víctimes del primer atemptat. En les explosions han mort 32 civils i més de 110 ferits, uns quants van quedar en condicions crítiques.

## Responsabilitat
L'Estat islàmic va reivindicar els atemptats unes hores després de l'atac, indicant tenir com a objectiu els xiïtes.

## Reaccions internacionals
Bahrain, Canadà, Egipte, França, Iran, Kuwait, Jordània, Líban, Tunísia, Turquia, Aràbia Saudita, els Emirats Àrabs Units, Qatar, els Estats Units, el Yémen així com l'Estat de Palestina van condemnar els atacs.

## Organització internacional
El Consell de Cooperació per als Estats Àrabs del Golf condemna l'atac a través del Secretari general Nayef Al-Hajraf « oferint el seu condol i la seva simpatia a les famílies de les víctimes i ha desitjat als ferits un ràpid restabliment ».